# L1 (radiodiffusion)
Pour les articles homonymes, voir L1.
 (janvier 2016).

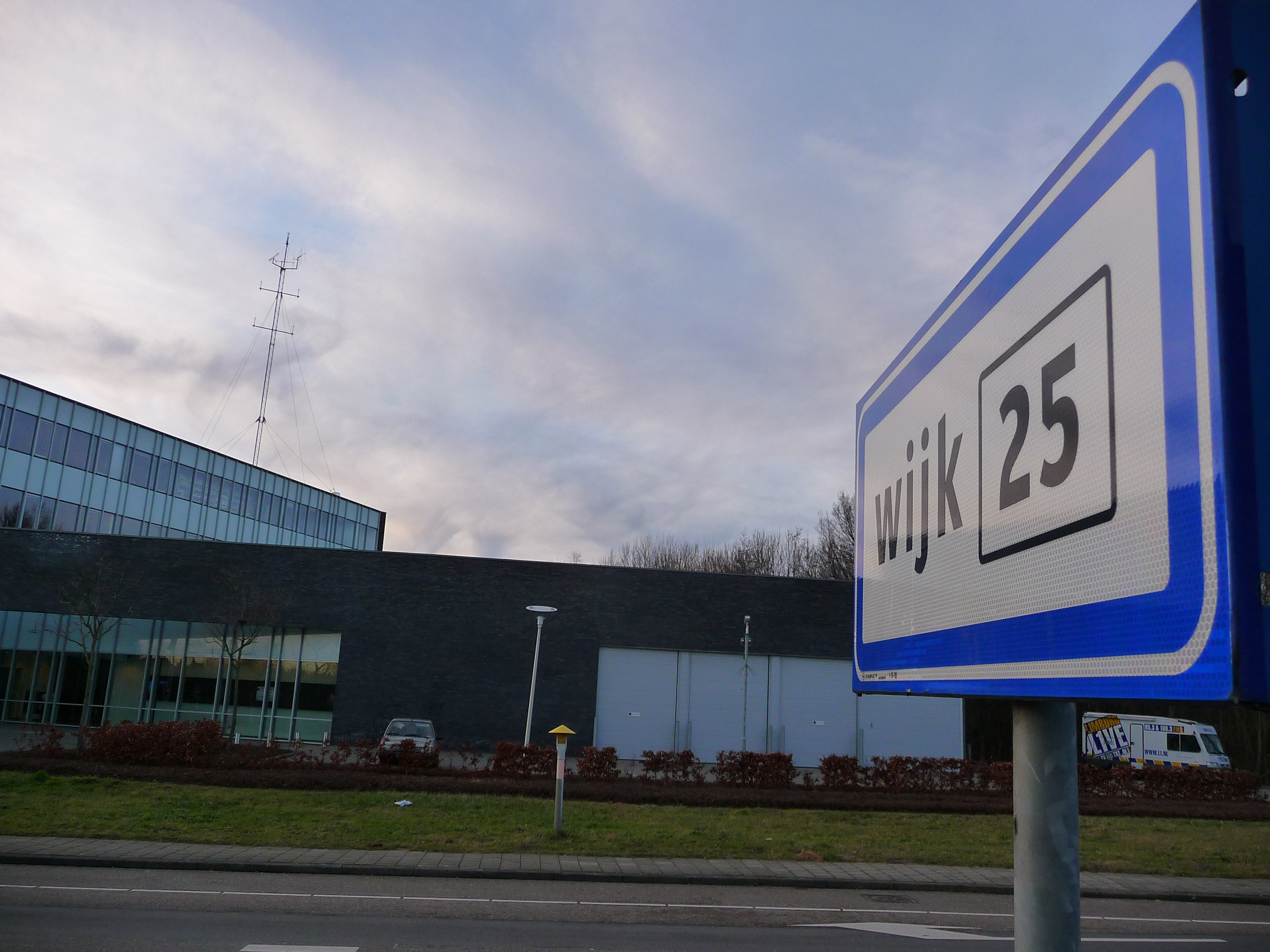
Le bâtiment du studio de L1 dans le quartier d'Amby.

L1, abréviation de Limburg 1 (stylisé « L1mburg »), du nom complet L1 Radio & Televisie, est un groupe de radiodiffusion publique régionale diffusant dans la province néerlandaise du Limbourg créée le 1er juin 1999. L1 fait partie de la société Omroep Limburg. Les émissions de L1 sont diffusées en limbourgeois et en néerlandais.
Elle comprend une station de radio (L1 Radio) et une chaîne de télévision (L1 TV).

## Diffusion
La radio et la chaîne de télévision de L1 sont recevables dans les provinces du Limbourg et de Brabant-Septentrional par DVB-T via le canal 33. La chaîne de télévision est recevable à l'échelle nationale par le câble, IPTV et la satellite. La radio est également recevable dans le Limbourg sur la bande FM, DAB+ et à l'échelle internationale sur Internet.